# سيدار بوينت (كارولاينا الشمالية)
سيدار بوينت (بالإنجليزية: Cedar Point, North Carolina)‏ هي بلدة أمريكية تقع في الولايات المتحدة في مقاطعة كارتيريت، كارولاينا الشمالية. يقدر عدد سكانها بـ 1,279 نسمة ومساحتها 6.3 كم2 ووترتفع عن سطح البحر 6 متر.

## التركيبة السكانية
حدّد مكتب تعداد الولايات المتحدة بيانات التركيبة السكانية لسيدار بوينت في تعداد الولايات المتحدة. في ما يلي، التركيبة السكانية حسب تعدادي 2000 و2010.

### تعداد عام 2000
بلغ عدد سكان سيدار بوينت 929 نسمة بحسب تعداد عام 2000، وبلغ عدد الأسر 438 أسرة وعدد العائلات 278 عائلة مقيمة في البلدة. في حين سجلت الكثافة السكانية 156.4 نسمة لكل كيلومتر مربع (405.1/ميل2). وبلغ عدد الوحدات السكنية 893 وحدة بمتوسط كثافة قدره 150.3 لكل كيلومتر مربع (389.3/ميل2).
وتوزع التركيب العرقي للبلدة بنسبة 98.92% من البيض و0.32% من الأمريكيين الأفارقة و0.11% من الأمريكيين الأصليين و0.32% من الأمريكيين ذوي الأصول الآسيوية و0.11% من سكان جزر المحيط الهادئ و0.22% من عرقين مختلطين أو أكثر و0.86% من الهسبانيون أو اللاتينيون من أي عرق.
بلغ عدد الأسر 438 أسرة كانت نسبة 23.3% منها لديها أطفال تحت سن الثامنة عشر تعيش معهم، وبلغت نسبة الأزواج القاطنين مع بعضهم البعض 52.3% من أصل المجموع الكلي للأسر، ونسبة 5.9% من الأسر كان لديها معيلات من الإناث دون وجود شريك،  بينما كانت نسبة 5.3% من الأسر لديها معيلون من الذكور دون وجود شريكة وكانت نسبة 36.5% من غير العائلات. تألفت نسبة 30.6% من أصل جميع الأسر من عدة أفراد يعيشون في نفس المنزل ونسبة 15.8% كانت تتألف من شخص يعيش بمفرده يبلغ من العمر 65 عاماً أو أكثر. وبلغ متوسط حجم الأسرة المعيشية 2.12، أما متوسط حجم العائلات فبلغ 2.61.
بلغ العمر الوسطي للسكان 46.8 عاماً. وكانت نسبة 17.7% من القاطنين تحت سن الثامنة عشر، وكانت نسبة 5.8% بين الثامنة عشر والرابعة والعشرين عاماً، ونسبة 23.5% كانت واقعةً في الفئة العمرية ما بين الخامسة والعشرين والرابعة والأربعين عاماً، ونسبة 30.8% كانت ما بين الخامسة والأربعين والرابعة والستين، ونسبة 22.3% كانت ضمن فئة الخامسة والستين عاماً فما فوق. يوجد لكل 100 أنثى 98.9 ذكر، ويوجد لكل 100 أنثى في الثامنة عشر من عمرها فما فوق 95.2 ذكر.
بلغ متوسط دخل الأسرة في البلدة 40,655 دولارًا، أما متوسط دخل العائلة فبلغ 46,818 دولارًا. وكان متوسط دخل الذكور 30,000 دولارًا مقابل 30,104 دولارًا للإناث. وسجل دخل الفرد الخاص بالبلدة 25,457 دولارًا. وكانت نسبة 11.1% من العائلات ونسبة 10.9% من السكان تحت خط الفقر، وكان من هؤلاء نسبة 13% تحت سن الثامنة عشر ونسبة 9.5% في الخامسة والستين من العمر وما فوق.

### تعداد عام 2010
بلغ عدد سكان سيدار بوينت 1,279 نسمة بحسب تعداد عام 2010، وبلغ عدد الأسر 557 أسرة وعدد العائلات 378 عائلة مقيمة في البلدة. في حين سجلت الكثافة السكانية 215.3 نسمة لكل كيلومتر مربع (557.6/ميل2). وبلغ عدد الوحدات السكنية 955 وحدة بمتوسط كثافة قدره 160.8 لكل كيلومتر مربع (416.5/ميل2).
وتوزع التركيب العرقي للبلدة بنسبة 93.43% من البيض و1.17% من الأمريكيين الأفارقة و0.78% من الأمريكيين الأصليين و0.94% من الأمريكيين ذوي الأصول الآسيوية و1.41% من الأعراق الأخرى و2.27% من عرقين مختلطين أو أكثر و2.74% من الهسبانيون أو اللاتينيون من أي عرق.
بلغ عدد الأسر 557 أسرة كانت نسبة 28.2% منها لديها أطفال تحت سن الثامنة عشر تعيش معهم، وبلغت نسبة الأزواج القاطنين مع بعضهم البعض 55.1% من أصل المجموع الكلي للأسر، ونسبة 9% من الأسر كان لديها معيلات من الإناث دون وجود شريك،  بينما كانت نسبة 3.8% من الأسر لديها معيلون من الذكور دون وجود شريكة وكانت نسبة 32.1% من غير العائلات. تألفت نسبة 25.3% من أصل جميع الأسر من عدة أفراد يعيشون في نفس المنزل ونسبة 9.3% كانت تتألف من شخص يعيش بمفرده يبلغ من العمر 65 عاماً أو أكثر. وبلغ متوسط حجم الأسرة المعيشية 2.30، أما متوسط حجم العائلات فبلغ 2.75.
بلغ العمر الوسطي للسكان 45.8 عاماً. وكانت نسبة 21.4% من القاطنين تحت سن الثامنة عشر، وكانت نسبة 6.8% بين الثامنة عشر والرابعة والعشرين عاماً، ونسبة 20.4% كانت واقعةً في الفئة العمرية ما بين الخامسة والعشرين والرابعة والأربعين عاماً، ونسبة 33.5% كانت ما بين الخامسة والأربعين والرابعة والستين، ونسبة 17.8% كانت ضمن فئة الخامسة والستين عاماً فما فوق. وتوزع التركيب الجنسي للسكان بنسبة 48.9% ذكور و51.1% إناث.